# Goblin Slayer Another Adventurer: Nightmare Feast
Goblin Slayer Another Adventurer: Nightmare Feast (Japans: ゴブリンスレイヤー -Another Adventurer- Nightmare Feast) is een tactisch rollenspel ontwikkeld door Apollosoft Inc. en mebius., en uitgegeven door Bushiroad Inc. voor Windows en Nintendo Switch. Het spel is op 29 februari 2024 in Japan uitgebracht, met een geplande release door Red Art Games in de VS en EU. Op 15 november 2024 kwam de Engelse versie uit voor de Nintendo Switch.

## Beschrijving
Het spel volgt een jonge heldin die na de dood van haar vader, de heer van het land, de leiding over het avonturiersgilde overneemt en zich vestigt als gildeleider in een afgelegen gebied. Naast haar taken als gildeleider neemt ze ook actief deel aan avonturen.
Tijdens haar reizen ontmoet ze verschillende bondgenoten, waaronder een mysterieuze vampiermeisje genaamd de "Blood Princess". Op een dag ontdekt de protagonist een vreemd klein doosje in de studie van haar overleden vader. Dit artefact zou de kracht bezitten om de doden te laten herrijzen, iets waar veel mensen naar op zoek zijn. Terwijl de heldin en haar gezelschap verstrikt raken in de strijd om het artefact en de verlangens van degenen die de doden willen laten herrijzen, proberen ze een einde te maken aan de gebeurtenissen die rond het kleine doosje ontstaan.
De gevechten in het spel maken gebruik van een tactisch RPG-systeem dat past binnen de wereld van Goblin Slayer. Het spel biedt een uitdagende spelbalans, maar heeft ook moeilijkheidsniveaus die toegankelijk zijn voor beginners. Tijdens de gevechten zijn terrein, attribuutaffiniteiten en vallen van invloed op het slagveld, en kunnen krachtige spreuken en vaardigheden worden ingezet om vijanden aan te vallen of bondgenoten te versterken.

## Speelbare Personages
- Guild Master (Japans: ギルドマスター, Girudomasutā) (Stem: Rie Takahashi) is de hoofdpersoon van het verhaal. Ze is een adellijk meisje dat, na het overlijden van haar vader, werd benoemd tot hoofd van een gilde-afdeling aan de rand van het land. Ze gedraagt zich correct en beleefd, maar is ook energiek en heeft de neiging om impulsief alleen actie te ondernemen.
- Blood Princess (Japans: 殲血姫, Senketshime) (Stem: Inori Minase) is een vampiermeisje dat ontwaakt uit een lange slaap en besluit zich aan te sluiten bij de Gildeleider. Ze heeft een arrogante en eigenzinnige koningin-achtige houding en kijkt neer op mensen.
- Squire (Japans: 拳闘従士, Kentoujuushi) (Stem: Yuuki Ono) is een jeugdvriend van de Gildeleider die actief is als avonturier. Hij is energiek, maar moet vaak ingrijpen om de impulsieve acties van de Gildeleider in toom te houden na hun hernieuwde ontmoeting.
- Polar Bear Priest (Japans: 白熊僧侶, Shirokuma Sōryo) (Stem: Daisuke Ono) is een rondreizende priester van het berenvolk die de aardgodin aanbidt. Hij heeft een kalm, ervaren en vriendelijk karakter.
- Conan (Japans: コナン, Conan) (Stem: Miyuri Shimabukuro) is een beginnende magische krijger en avonturier, gekleed in groene kleding en bewapend met een ijzeren speer.
- Lady of Principality (Japans: 隣領公女, Rinryō Kōjo) (Stem: Hisako Kanemoto) is een adellijke jongedame uit een aangrenzend gebied en een jeugdvriendin van de gildeleider. Ze heeft zich verdiept in magie en wordt gekenmerkt door haar medeleven en hoge trots.
- Goblin Slayer (Japans: ゴブリンスレイヤー, Goburin Sureiyā) (Stem: Yūichirō Umehara) is een avonturier.
- Priestess (Japans: 女神官, Onna Shinkan) (Stem: Yui Ogura) is een beginnende priester.
- High Elf Ranger (Japans: 妖精弓手, Yōsei Kyūshi) (Stem: Nao Toyama) is een elf boogschieter.
- Dwarf Shaman (Japans: 鉱人道士, Kōjin Dōshi) (Stem: Yūichi Nakamura) is een dwerg magiër.
- Lizard Priest (Japans: 蜥蜴僧侶, Tokage Sōryo) (Stem: Tomokazu Sugita) is een hagedismens priester.

## Ontwikkeling
Goblin Slayer Another Adventurer: Nightmare Feast werd voor het eerst aangekondigd tijdens GA Fes 2023. De game werd onthuld voor de Nintendo Switch en de PC, met een origineel verhaal dat plaatsvindt binnen de wereld van Goblin Slayer. De game werd toen al aangekondigd met zowel een Japanse als Engelstalige versie. De nieuwe personages zijn ontworpen door Noboru Kannatsuki, de kunstenaar van de originele serie.